# Einar Ström (konstnär)
Karl Einar Ström, född 9 maj 1905 i Åbo, död 23 december 1969 i Östra Strö i Skåne, var en tecknare, skulptör och författare.
Efter avslutad skolgång vid Åbo klassiska lyceum 1915–1922 anställdes Ström som tecknare vid Svensk filmindustri. Han var reklamchef vid företagets dotterbolag Cosmorama i Göteborg 1932–1946 innan han övergick till att bli frilanstecknare. Han utförde ett stort antal bokomslag samt ett hundratal affischer och illustrationer med texter till flera böcker. Som skulptör utförde han ett flertal reliefer för privatvillor. Tillsammans med Folke Erixon utgav han barnboken Taxen som sprang bort och bland hans egna böcker märks Med Saga till soliga latituder 1947 och resehandboken Europavägar. Holland, Belgien, Luxemburg 1951.
Han var son till bankdirektören K.J. Ström och Tyra Nordqvist och från 1932 gift med Lena Lindmark.